# Kärntnertortheater

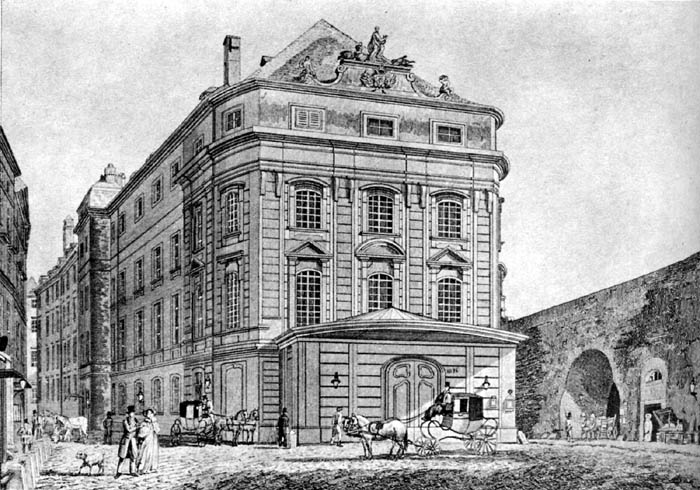
Theater am Kärntnertor 1830

Kärntnertortheater eller Theater am Kärntnertor, var en teater i Wien.
Teatern uppfördes 1709 och förstördes i en brand 1761, men återuppfördes och invigdes två år senare. 
1861 påbörjades byggandet av Wiener Staatsoper på en angränsande tomt och den stod färdig 1869. Året därpå, 1870, revs den gamla teatern.
Till höjdpunkterna i teaterns historia hör den konsert som Beethoven anordnade den 7 maj 1824 och som avslutades med uruppförandet av den nionde symfonin.

## Premiärföreställningar
- 1753 (perhaps 1751) Der krumme Teufel (The Lame Devil),av Joseph Haydn
- 1774 (April 4): Thamos, König in Ägypten, av Tobias Philipp, Baron von Gebler, musik av Wolfgang Amadeus Mozart
- 1787 (March 7) Mozart's Piano Concerto No. 25 i C, K. 503
- 1795 (October 14): Palmira, regina di Persia av Antonio Salieri
- 1799 (January 3): Falstaff av Antonio Salieri
- 1799 (February 28): Camilla av Ferdinando Paer
- 1799 (July 12): Il morto vivo av Ferdinando Paer
- 1800 (June 2): Cesare in Farmacusa av Antonio Salieri
- 1800 (September 2): Ginevra degli Almieri av Ferdinando Paer
- 1800 (October 22): L'Angiolina av Antonio Salieri
- 1800 (December 18): Poche ma buone av Ferdinando Paer
- 1801 (June 6): Achille av Ferdinando Paer
- 1814 (May 23): Fidelio av Ludwig van Beethoven
- 1821 (March 7): Franz Schubert's sång "Der Erlkönig"
- 1822 (December 4): Libussa av Conradin Kreutzer
- 1823 (October 25): Euryanthe av Carl Maria von Weber
- 1824 (May 7): Beethoven's Ninth Symphony
- 1829 (August 11): Frédéric Chopins debut i staden
- 1837 (March 9): Das Nachtlager in Granada av Conradin Kreutzer
- 1842 (May 19): Linda di Chamounix av Gaetano Donizetti
- 1843 (June 5): Maria di Rohan av Gaetano Donizetti
- 1844 (February 3): Die Heimkehr des Verbannten av Otto Nicolai
- 1845 (November 13): Dom Sébastien (revised version) av Gaetano Donizetti
- 1845 (December 20): Der Tempelritter av Otto Nicolai
- 1847 (November 25): Martha av Friedrich von Flotow
- 1864 (February 4): Die Rheinnixen (Les Fées du Rhin) av Jacques Offenbach